# Oborniki (gemeente)
De gemeente Oborniki is een stad- en landgemeente in de Poolse woiwodschap Groot-Polen, in powiat Obornicki.
De zetel van de gemeente is in Oborniki.
Op 30 juni 2004 telde de gemeente 31 332 inwoners.

## Oppervlakte gegevens
In 2002 bedroeg de totale oppervlakte van gemeente Oborniki 340,16 km², waarvan:
- agrarisch gebied: 52%
- bossen: 38%

De gemeente beslaat 47,73% van de totale oppervlakte van de powiat.

## Demografie
Stand op 30 juni 2004:
| Omschrijving                   | Totaal | Totaal | Vrouwen | Vrouwen | Mannen | Mannen |
| ------------------------------ | ------ | ------ | ------- | ------- | ------ | ------ |
| eenheid                        | aantal | %      | aantal  | %       | aantal | %      |
| inwoners                       | 31 332 | 100    | 15 937  | 50,9    | 15 395 | 49,1   |
| bevolkingsdichtheid (inw./km²) | 92,1   | 92,1   | 46,9    | 46,9    | 45,3   | 45,3   |

In 2002 bedroeg het gemiddelde inkomen per inwoner 1255,65 zł.

## Administratieve plaatsen (sołectwo)
Bąblin, Bąblinek, Bąbliniec, Bogdanowo, Chrustowo, Dąbrówka Leśna, Gołaszyn, Gołębowo, Górka, Kiszewko, Kiszewo, Kowalewko, Kowanowo, Kowanówko, Lulin, Łukowo, Maniewo, Nieczajna, Niemieczkowo, Nowołoskoniec, Objezierze, Ocieszyn, Nowe Osowo, Pacholewo, Podlesie, Popowo, Popówko, Przeciwnica, Rożnowo, Sławienko, Słonawy, Stobnica, Sycyn, Ślepuchowo, Świerkówki, Urbanie, Uścikowiec, Uścikowo, Wargowo, Wychowaniec, Wymysłowo, Żerniki, Żukowo.

## Aangrenzende gemeenten
Murowana Goślina, Obrzycko, Połajewo, Rogoźno, Rokietnica, Ryczywół, Suchy Las, Szamotuły